# Karl Franz Neander von Petersheide
Karl Franz Neander von Petersheide (Pettersheydaw) (ur. 23 czerwca 1626 r. w Nysie, zm. 5 lutego 1693 r. w Nysie) – duchowny katolicki, wrocławski biskup pomocniczy od 1662 roku.

## Życiorys
Urodził się w 1626 roku w Nysie, w śląskiej rodzinie szlacheckiej. Kształcił się w słynnym nyskim kolegium jezuickim Carolinum, a następnie studiował na uniwersytetach w Pradze i Krakowie, gdzie przyjął święcenia kapłańskie w 1650 roku. Był kanonikiem kapituły katedralnej i kolegiackiej Świętego Krzyża we Wrocławiu. 26 czerwca 1662 roku został mianowany przez papieża Aleksandra VII biskupem tytularnym Nicopolis i wrocławskim biskupem pomocniczym. Od 1671 roku przebywał w rodzinnej Nysie jako administrator diecezji. Dbał o rozwój życia religijnego, rozwinął kult eucharystyczny. Był opiekunem ubogich i mecenasem kultury. W swoim księgozbiorze posiadał około 3000 dzieł, w tym teologicznych napisanych w języku łacińskim, którego spis zachował się do dzisiejszych czasów i znajduje się w Bibliotece Uniwersyteckiej Uniwersytetu Wrocławskiego. Zmarł w 1693 roku zapisując w swoim testamencie znaczną sumę na rzecz nyskiego Domu Księży Emerytów. Z kolei Bibliotece Kapitulnej we Wrocławiu przekazał 1000 talarów na utrzymanie bibliotekarza, a swój księgozbiór przekazał wrocławskiemu kolegium jezuickiemu.